# لورانتزه
لورانتزه (به ایتالیایی: Loranzè) یک کومونه در ایتالیا است که در استان تورین واقع شده‌است.

## خصوصیات
لورانتزه ۴٫۲ کیلومترمربع مساحت و ۱٬۲۵۶ نفر جمعیت دارد و ۲۴۳ متر بالاتر از سطح دریا واقع شده‌است.